# 梅津和時

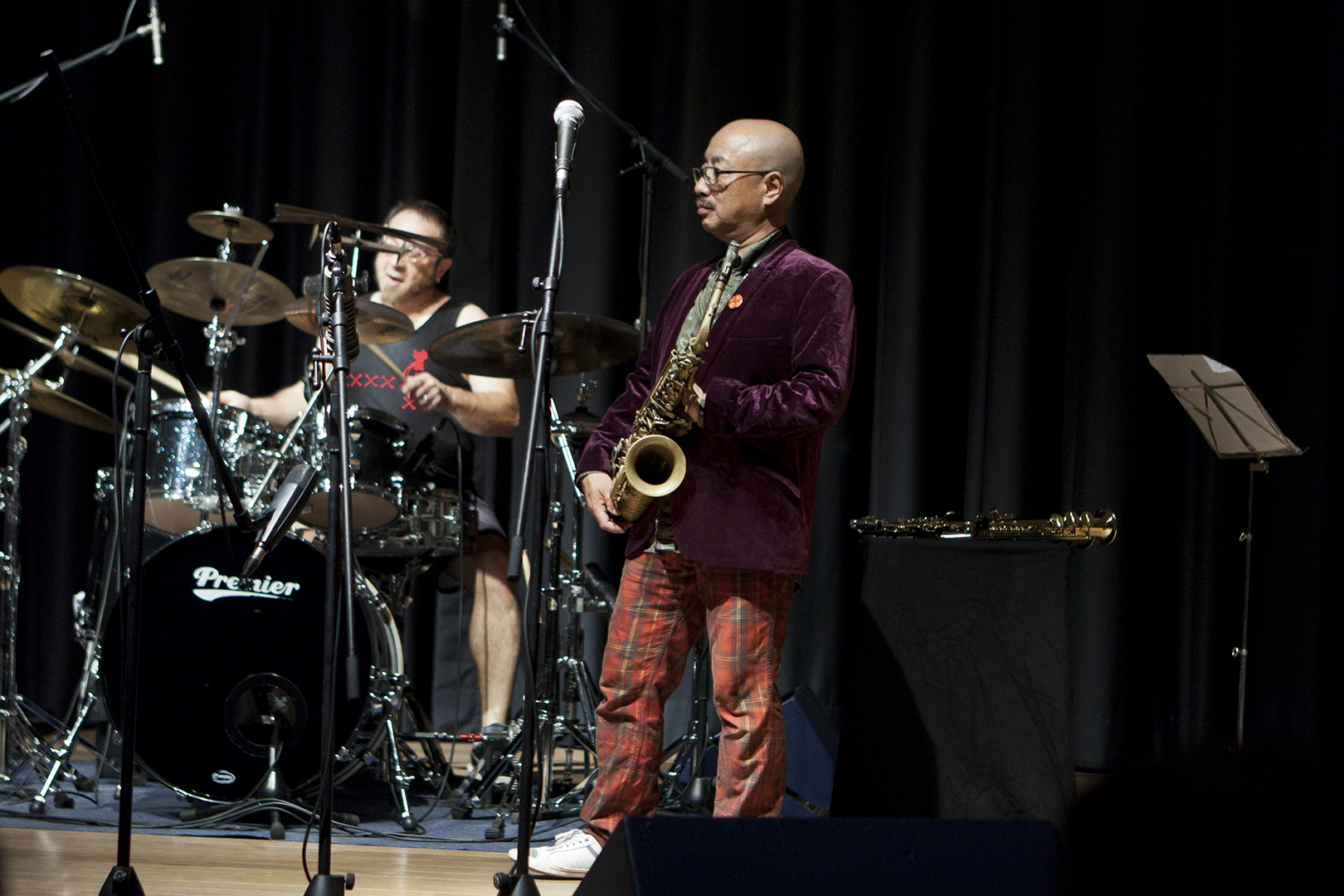
梅津和時

梅津 和時（うめづ かずとき、1949年10月17日 - ）は、日本のミュージシャン、サックス、クラリネット奏者、作曲家。フリー・ジャズを中心に、ロックやクレズマー等、幅広い分野で活動。埼玉県在住。

## 来歴
宮城県仙台市出身。宮城県仙台第三高等学校、国立音楽大学卒。大学在学中にジャズの世界でプロ活動を始め、ニューヨークでフリー・ジャズに目覚める。帰国後は生活向上委員会、生向委（せいこうい）で活動。同バンドは、生活向上委員会大管弦楽団と改名して1980年にメジャー・デビューした。梅津を筆頭に篠田昌已、片山広明、早川岳晴等の重要人物を擁していたことで伝説になっているバンドだが、2枚のアルバムを残して解散。
1980年代は、RCサクセションのサポート・メンバーとしても有名になる。また、生活向上委員会大管弦楽団の元メンバーと共に、どくとる梅津バンド（D.U.B.）を結成、ヨーロッパ公演を行う。D.U.B.と忌野清志郎の共演アルバム『DANGER』も話題となった。
以後、シャクシャイン、こまっちゃクレズマ、KIKI BAND等のリーダーバンドに加え、忌野清志郎のサポートも行う。
作曲家としてOVA『ワイルド7』、映画『新・悲しきヒットマン』『銀河鉄道の夜 I carry a ticket of eternity』の音楽も手がけ、映画『河童 kappa』では音楽に加え俳優としても出演。

## 作品

### アルバム
ソロ
- 竹の村（1980年）
- DANKE（1981年）with 原田依幸
- ANOTHER STEP（1982年）with Mal Waldron
- DIVA（1988年）
- ABANDON (1989年）with Tom Cora
- KINEMA（1990年）
- ECLECTICISM（1992年）
- SHIN MYONG（1992年）
- 大仕事アンコール'94 LIVE（1994年）
- First Deserter（1995年）
- 沖縄浮浪（1997年）
- パンドラのカクテル（1999年）with Marc Ribot, Brad Jones, Kenny Wollesen
- Play Time（2004年）with Vladimir Volkov
- Show the Frog（2005年）
- 梅津和時、演歌を吹く。木管無伴奏ソロ。（2008年）

集団疎開
- その前夜（1977年）

生活向上委員会
- SEIKATSU KOJYO IINKAI（1975年） - 生活向上委員会ニューヨーク支部 名義
- This is Music is This!?（1980年） - 生活向上委員会大管弦楽団 名義
- Dance Dance Dance（1980年） - 生活向上委員会大管弦楽団 名義

どくとる梅津バンド
- Doku UME BAND PLAYS Deluxe AT SAGAE（1981年）
- DANGER（1982年） - どくとる梅津バンド+忌野清志郎 名義
- DYNAMITE（1983年）
- Live at Moers Festival（1984年）
- DANGERⅡ（1985年） - どくとる梅津バンド+忌野清志郎 名義
- EIGHT EYES AND EIGHT EARS（1985年）
- D（1986年） - DUB 名義

シャクシャイン
- 大雑把（1992年）
- ワイルド7　オリジナル・サウンド・トラック（1994年）
- Desert in a hand（1997年）

ベツニ・ナンモ・クレズマー
- おめでと（1994年）
- アヒル（1995年）
- ワルツ（1995年）

新大久保ジェントルメン
- イゴールの嘆き（1998年）
- 新大久保ジェントルメンLIVE（1999年）

こまっちゃクレズマ
- こまっちゃくれ（2001年4月）
- こまっちゃくれ2　月光石のしっぽ（2003年6月）
- 河童サントラ　Fake Sax-Alto & Soprano（2006年5月） - 梅津和時 こまっちゃクレズマ 名義
- こまっちゃくれ3　すっぽんぽん　SUPPON-PON（2007年5月） - こまっちゃクレズマ+おおたか静流 名義
- こまっちゃくれ4　井戸の底の星（2011年5月）

梅津和時KIKI BAND
- KIKI（2001年）
- Greeting from Africa（2002年）
- 眩暈の国　LAND DIZZY（2002年）
- Live at Moers Festival（2004年）
- DOWSER（2005年）
- DEMAGOGUE（2007年）
- ALCHEMIC LIFE（2008年）
- A Chrysalis Dream（2010年）
- COYOTE（2013年）

Third Person
- Trick Moon（1991年）
- LUCKY WATER（1996年）

The Six Winds
- 小諸（2003年）
- 舞浜（2004年）

ドーナル・ラニー×梅津和時×近藤ヒロミ
- ドリーミング・ジュゴンズ・オブ・ヘノコ（2008年）

### 映像作品
- ハラショー！こまっちゃクレズマがロシアにやって来た。（2006年）- こまっちゃクレズマ 名義
- Live in "Zappanale 24" 2013 Aug 3rd（2013年）- Kazutoki Umezu KIKI BAND 名義

### カセットブック
- IQ84（1984年1月） -  どくとる梅津バンド+浅田彰 名義

### 劇伴

#### OVA
- ワイルド7（1994年）

#### 映画
- われに撃つ用意あり（1990年） - 音楽担当
- 新・悲しきヒットマン（1995年）
- 銀河鉄道の夜 I carry a ticket of eternity（2006年）
- 河童 kappa（2006年）

#### テレビドラマ
- 嫌な女（2016年）

## 出演

### 映画
- 夢みるように眠りたい（1986年）- 芸人（曲芸）役
- 河童 kappa（2006年） - チャック役
- 遠くの空に消えた（2007年）- バー「花園」のお抱えバンドのバンマス役
- モルエラニの霧の中（2021年）

### テレビ番組
- Dear 忌野清志郎 (2023年9月16日、NHK BSプレミアム) [1]

## 著書
- いつだっていいかげん（1999年、河出書房新社） - エッセイ集　ISBN 4309012744